# Hồ Chí Minh

Hồ Chí Minh, 1921, onder het pseudoniem Nguyễn Ái Quốc, op het bijwonen van een communistisch congres in Marseille, Frankrijk.

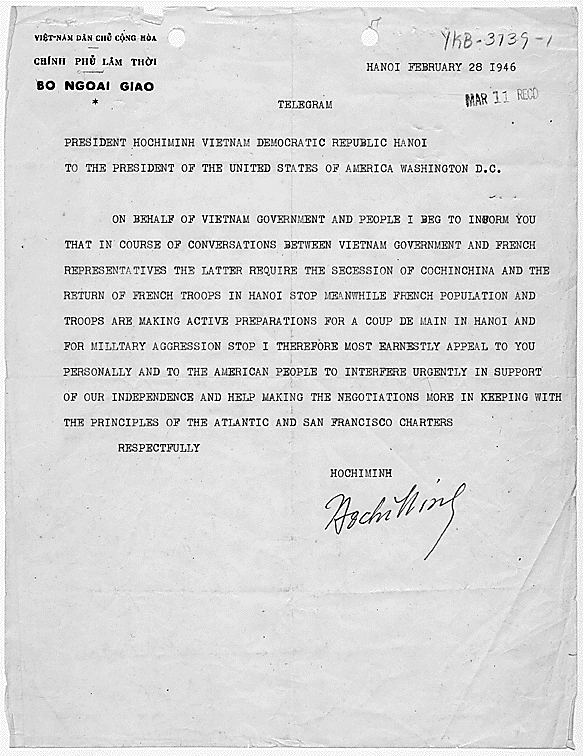
Een ondertekend telegram aan Harry S. Truman (1946)

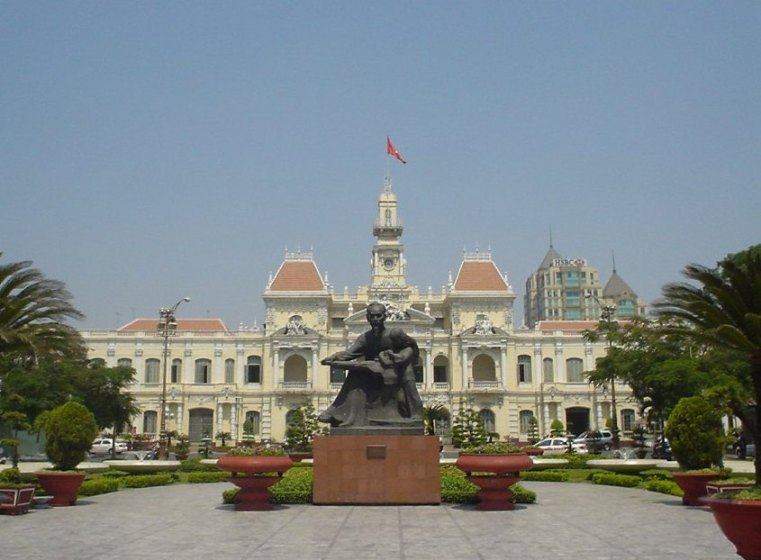
Standbeeld van Hồ Chí Minh

Hồ Chí Minh (Nghệ An, 19 mei 1890 – Hanoi, 2 september 1969), geboren als Nguyễn Sinh Cung en ook bekend als Nguyễn Tất Thành en Nguyễn Ái Quốc, was een Vietnamees communistisch revolutionair leider, die premier (1945-1955) en president (1945-1969) was van de Democratische Republiek Vietnam (Noord-Vietnam). Hij speelde een sleutelrol in de stichting van de Democratische Republiek Vietnam in 1945, als ook in die van het Volksleger van Vietnam (PAVN) en de Vietcong (NLF of VC) tijdens de Vietnamoorlog.
Hij leidde de onafhankelijkheidsbeweging Vietminh vanaf 1941, stichtte de communistische Democratische Republiek Vietnam in 1945 en versloeg de Franse Unie in 1954 in de slag bij Điện Biên Phủ. Hij droeg zijn macht over in 1965 wegens gezondheidsproblemen, maar bleef een zeer zichtbaar boegbeeld en inspiratiebron voor de Vietnamezen die vochten voor zijn zaak - een verenigd, communistisch Vietnam - tot zijn dood. Na de oorlog werd Saigon, de hoofdstad van de zuidelijke Republiek Vietnam, in 1975 hernoemd naar hem: Ho Chi Minhstad.

## In aanraking met het communisme
Hồ omarmde het communisme, terwijl hij in Engeland woonde (1915-1917), waar hij een opleiding genoot tot banketbakker onder Auguste Escoffier, maar ook tijdens zijn verblijf in Frankrijk (1917-1923). Zijn vader was een confucianistisch leraar en Hồ zelf genoot dan ook een strenge confucianistische opvoeding. In Frankrijk probeerde hij de regering te bewegen tot de onafhankelijkheid van de Unie van Indochina. Hij probeerde dit ook onder de aandacht van de geallieerden te brengen bij de vredesconferentie die leidde tot het vaststellen van het verdrag van Versailles. Hij raakte in die periode tevens betrokken bij de oprichting van de Franse Communistische Partij (hij werd lid in 1920) en ging in 1923 naar Moskou waar hij een agent werd voor dit land. Hij gebruikte een aantal pseudoniemen, waarvan Nguyen Ai Quoc (Nguyen de patriot) de bekendste was. In 1930 hielp hij bij de oprichting van de Indochinese Communistische Partij in de Unie van Indochina.

## Terug in Vietnam
Na omzwervingen door meerdere landen in de regio keerde Hồ pas in 1941 terug in Vietnam en nam daar de naam Hồ Chí Minh (hij die verlicht) aan. Hij vocht met de Vietminh tegen de Japanse bezetters tijdens de Tweede Wereldoorlog. Op 2 september 1945 verklaarde hij in Hanoi de onafhankelijkheid van de Democratische Republiek van Vietnam en las daarbij passages uit de Amerikaanse Onafhankelijkheidsverklaring voor waarbij hij het woord Engeland verving door Frankrijk. Deze verklaring was hem ter beschikking gesteld door een lid van de OSS, een voorloper van de CIA. Vrijwel onmiddellijk hierna werden Hồ en zijn Vietminh door de Fransen uit Hanoi verdreven en begonnen zij aan een zware oorlog met de Fransen. Op 2 maart 1946 verklaarde hij zichzelf tot president van Vietnam. Op 6 maart 1946 bereikte hij een akkoord met de Franse regering over de onafhankelijkheid van Vietnam binnen de Unie van Indochina en de Franse Unie, maar nog niet een volledige onafhankelijkheid. Teleurgesteld door dit resultaat zette hij de strijd voort. In 1954 bracht de Vietminh onder leiding van generaal Võ Nguyên Giáp een zware slag toe aan het Franse leger in de slag bij Điện Biên Phủ. Hierna werd op 21 juli 1954 in de Akkoorden van Genève een wapenstilstand gesloten en moesten de strijdende partijen zich tijdelijk terugtrekken langs de 17e breedtegraad. De bedoeling was over twee jaar verkiezingen te houden en het land te herenigen. Om opportunistische redenen gebeurde dit echter nooit: in het Noorden was het regime te doctrinair en in het Zuiden vreesden met name de Amerikanen volgens de Domino-theorie de communistische expansie. Daarmee werd de opsplitsing van het land een feit en werden Noord-Vietnam en Zuid-Vietnam geboren. Tijdens deze periode was Hồ een gematigd lid van de Communistische Partij, maar hij verloor invloed in de partij ten opzichte van radicalen door de alsmaar voortdurende oorlog.
Na de onafhankelijkheid werd de strijd in het zuiden onofficieel voortgezet door oude leden van de Vietminh die nu als de Vietcong tegen de Zuid-Vietnamese regering streden. Hồ's leven werd hierdoor voor het grootste gedeelte gekenmerkt door oorlog. Eerst tegen Frankrijk en later tegen Zuid-Vietnam en zijn geallieerden waaronder de Verenigde Staten en Australië.

## Persoonlijkheidscultus
Tijdens zijn presidentschap was Hồ het middelpunt van een persoonlijkheidscultus die sterker werd na zijn dood. Dit was in tegenstelling tot Hồ's persoonlijkheid: hij was iemand die er een simpele levensstijl op na hield, zelfs als hem luxe werd aangeboden. Ook stond hij bekend onder zijn vrienden als een gematigd politicus en iemand met een hoge integriteit. In Vietnam kreeg hij de bijnaam Oom Hồ.
In 2011 heeft de Vietnamese overheid de "Orde van Hồ Chí Minh" ingesteld als een prijs die jaarlijks wordt uitgereikt.

## Overlijden
Hồ stierf op 2 september 1969 op 79-jarige leeftijd. Zijn lichaam werd, tegen zijn wens, geplaatst in een granieten mausoleum. Hij wilde zelf echter gecremeerd worden en zijn as laten plaatsen op drie Vietnamese bergtoppen. Hij schreef zelf: "Niet alleen is crematie goed vanuit het oogpunt van hygiëne, maar het bespaart ook landbouwgrond." De regering van Noord-Vietnam maakte het overlijden van Hồ pas een dag later bekend, omdat hij op Quốc khánh stierf, de nationale feestdag van het land.